# Ebba Wedberg
Ebba Charlotta Wedberg, född 9 september 1868 i Stockholm, död där 11 februari 1949, var en svensk socialarbetare.
Ebba Wedberg var dotter till justitierådet Johan Otto Wedberg och Carolina Charlotta ("Lotten") Enblom. Hon började efter skolgång i Stockholm 1894 tjänstgöra inom Föreningen för Välgörenhetens Ordnande i Stockholm. 1911–1941 var hon föreståndarinna för dess centralbyrå och ledare för hela verksamheten. 1911 blev hon även ledamot av styrelsen för Carnegiestiftelsen där hon kvarstod till 1949, och 1913–1936 var hon sakkunnig hos Pensionsstyrelsen. 1903 invaldes Wedberg i fattigvårdsstyrelsen inom Hedvig Eleonora församling och blev samma år denne styrelses direktör, en befattning hon innehade till 1939. Hon var 1915–1937 ledamot av Stockholms stads fattigvårdsnämnd och 1916–1932 av Stockholms stads nykterhetsnämnd. Wedberg var även 1916–1921 ledamot av fattigvårdslagstiftningskommittén för utarbetandet av förslag till ny barnavårdslag. Hon erhöll 1914 Illis quorum.